# 21 cm Mörser 18
Il 21 cm Mörser M. 18, abbreviato in 21 Mrs 18, era un obice pesante tedesco da 210 mm sviluppato dalla Krupp ed impiegato nella seconda guerra mondiale.

## Storia

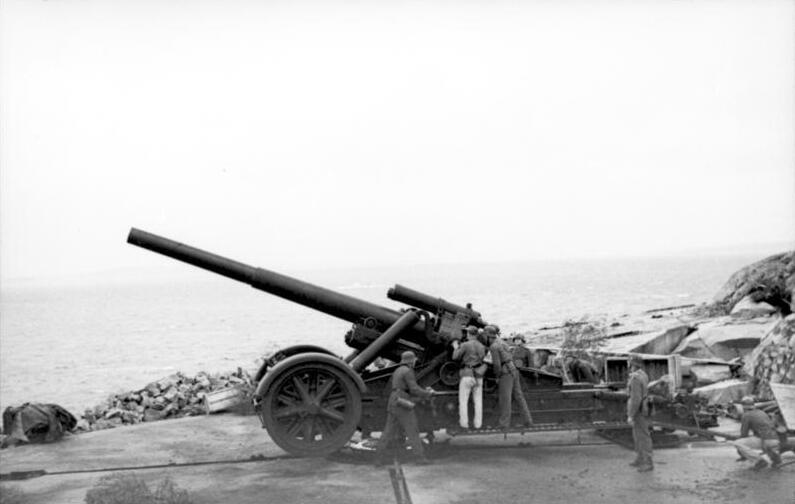
21 Mrs 18 in batteria costiera.

Questo potente obice fu sviluppato dalla Krupp nel 1933 per sostituire gli obsoleti 21 cm Mörser 16 della Grande Guerra. Entrò in produzione a basso ritmo nel 1939. La produzione fu interrotta nel 1942 in favore del 17 cm Kanone 18 in Mörserlafette, più piccolo ma con gittata doppia; la produzione ripartì però nel 1943 fino alla fine della guerra.
Gli oltre 700 pezzi prodotti furono assegnati alle unità di artiglieria pesante da assedio e da costa. Queste armi furono utilizzate per esempio contro le difese costiere di Sebastopoli e furono tra le armi più utilizzate dall'artiglieria costiera tedesca, dalla quale fu schierato sul Vallo Atlantico ed in Norvegia.
L'innovativo affusto a doppio rinculo era impiegato per il 17 cm Kanone 18 in Mörserlafette e nel corso della guerra ad esso furono adattate alcune bocche da fuoco da 15 cm K 16 e da 15 cm SK C/28, ottenendo rispettivamente i 15 cm Kanone M. 16 in Mörserlafette ed i 15 cm Schiffskanone C/28 in Mörserlafette.

## Tecnica

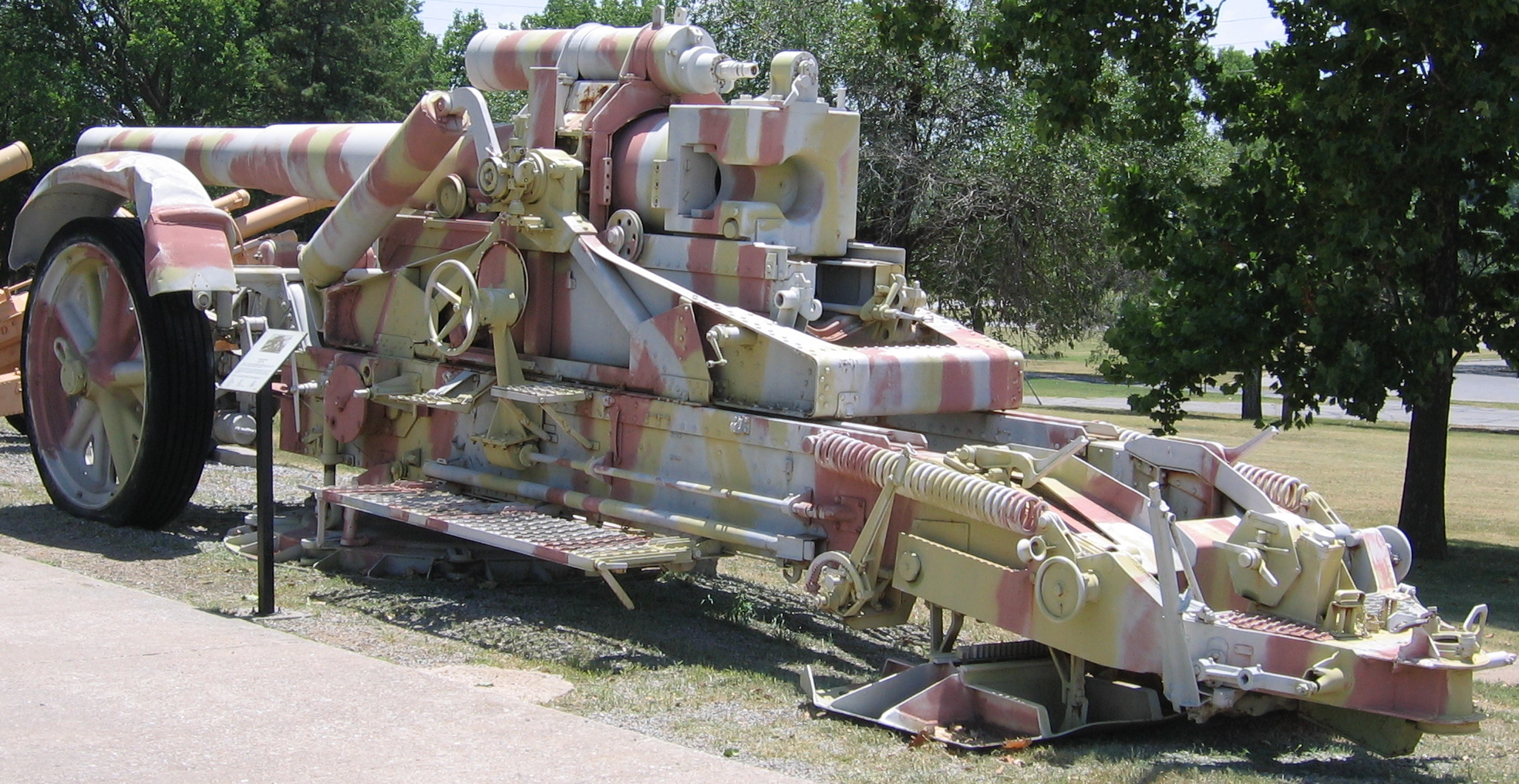
21 Mrs 18 (con mimetismo di fantasia) esposto a Fort Sill.

La bocca da fuoco, lunga 30 calibri, era del tutto tradizionale, con un otturatore a cuneo orizzontale. L'affusto invece era molto innovativo: l'obice era infatti una delle prime armi (la prima prodotta in grandi numeri) ad impiegare un sistema a doppio rinculo. La canna rinculava normalmente sulla sua culla, munita di un grosso freno di sparo superiore; l'affustino, sul quale era incavalcata la culla, rinculava a sua volta sulle lisce laterali del sottoaffusto, cui era collegato da altri due cilindri idraulici. Questo sistema dissipava le notevoli forze di rinculo in gioco e forniva una piattaforma di tiro molto stabile.
L'enorme obice per il traino meccanico veniva scomposto in due vetture: la canna veniva infatti smontata e trasportata su un apposito carrello mentre all'affusto ruotato veniva agganciato un avantreno. Alla messa in batteria del pezzo, una piattaforma, integrata con l'affusto, veniva abbassata al suolo e le due grandi ruote venivano sollevate. Tutto il pezzo poggiava così stabilmente sulla piattaforma e sul vomero della coda dell'affusto ed era pronto per il fuoco. La piattaforma era ancorata al suolo tramite due tiranti collegati a portavomeri con quattro picchetti ciascuno. Se settore orizzontale di 16° consentito dal solo affusto non era sufficiente, il vomero posteriore veniva sollevato ed un ruotino permetteva di brandeggiare tutto il pezzo, imperniato sulla piattaforma, su 360°.